# Афанасій (Пузина)
Єпископ Афанасій (світське ім'я князь Олександр Юрійович Пузина; † 25 грудня 1650) — український церковний діяч, спершу унійний, потім православний єпископ Луцький і Острозький (1632—1647). Представник роду Пузин гербу Огінець.

## Життєпис
Батько — князь Юрій, ревний визнавець православ'я.
Замолоду мав воювати у повітових корогвах Волинського воєводства проти татар. У 1613 році посідав уряд поборці Волинського воєводства, за вироком Радомського трибуналу був зобов'язаний доплатити недостачу.
Адам Кисіль, королівський придворний, на початках свої служби отримав від короля завдання: згідно з королівським дипломом, відібрати у Луцького єпископа Єроніма (Почаповського) Жидичинську архімандрію з монастирем, маєтностями Тернками і Теремним, церквою Богородиці на передмісті Луцька та передати єпископу Атанасію (Пузині).
15 березня 1633 року король Владислав IV Ваза передав йому Жидичинську архімандрію, а 18 березня підтвердив його обрання на єпископську кафедру (луцьким і острозьким православним єпископом) на прохання послів від Волинського воєводства на вальний сейм з метою припинення релігійних міжусобиць.
1640 року заплатив о. Самуїлу Кульчицькому 400 злотих за куплену «реальність» при вулиці Луцькій в Бродах, яку продав Олександру Мозеллі.
Разом з митрополитом Петром Могилою протестував на сеймі Речі Посполитої проти утисків православних (1638 рік). 21 серпня 1641 року протестував проти «наїзду» на православну церкву в Сокалі з боку унійного владики Методія Терлецького. 26 лютого 1646 року був викликаний до суду за позовом греко-католиків Сокаля через відібрання у них А. Пузиною церкви та побиття одновірців.
12 жовтня 1647 року подав у відставку.
Під час його управління Луцько-Володимирською єпархією багато православних шляхтичів заснували нові монастирі, школи і друкарні.
За деякими відомостями, підтримав весною 1648 року повстання гетьмана Богдана Хмельницького.
Автор опису єпархіального собору в Луцьку (у «Дидаскалії» Сильвестра Косова, 1638); противник унійних прямувань у 1630-х pp.
Наступник — Йосиф Чаплич-Шпановський.

## Сім'я
Дружина — Кристина Радзимінська, нащадків не мали. У 1618 році разом з дружиною мав «справу» з Юрієм і Теодорою Хреницькими.